# 팔봉면
팔봉면(八峰面)은 충청남도 서산시에 있는 면이다. 팔봉면은 서산시의 서북단에 위치한 지역으로, 가로림만과 고파도가 주변에 위치해 있고, 면 중앙에 팔봉산이 위치하고 있다. 특히 팔봉에서 생산되는 농수산물은 해양성 기후와 더불어 유기농법으로 생상되고 있으며, 팔봉산 감자축제를 통하여 팔봉산 감자와 농특산물의 우수성을 널리 알리고 있다.

## 명칭의 유래
여덟 개의 봉우리가 줄지어 서있는 팔봉산(해발361.5m)은 조선시대에 노지면, 영풍창면 ,문현면 3개면의 경계지점으로 어느 면에도 속하지 않아 특별한 기록이 없었다. 팔봉산을 기록한 최초의 서적은 호산록(1691년)으로 “군의 서쪽 해안에 있는데 여덟 봉우리가 산 위에 나열되어 있으므로 팔봉산이라고 한다.…”가 최초의 기록이다. 현재 팔봉면이란 지명은 1914년, 일제강점기 때 행정구역정비로 주변지역을 통폐합하면서 팔봉산(八峰山)의 '팔봉(八峰)'에서 명칭을 따 지금의 팔봉면이 되었다.

## 연혁
- 1895년 서산군 영풍창면과 문현면 소속, 태안군 동이면과 북일면소속

| 현재 리            | 옛 군,면                       | 옛 동리                                        |
| ------------------ | ------------------------------ | ---------------------------------------------- |
| 어송리(漁松里)     | 서산군 영풍창면                | 송티리, 어은리, 정자동                         |
| 진장리(榛墻里)     | 서산군 영풍창면, 태안군 동이면 | 고성리, 진산리, 장북리, 고굴리, 역리 각 일부   |
| 금학리(金鶴里)     | 서산군 영풍창면, 서산군 문현면 | 소길리, 추학리, 금곡리, 마전리, 우길리 각 일부 |
| 흑석리(黑石里)     | 서산군 영풍창면, 서산군 문현면 | 흑석리, 잉하리                                 |
| 대황리(大黃里)     | 서산군 영풍창면, 서산군 문현면 | 황곡리, 대동리, 방길리 일부                    |
| 호리(虎 里)        | 서산군 영풍창면, 서산군 문현면 | 내호리, 외호리                                 |
| 덕송리(德松里)     | 서산군 영풍창면, 서산군 문현면 | 덕동, 상송리                                   |
| 양길리(陽吉里)     | 서산군 문현면                  | 사양리, 우길리, 방길리 일부                    |
| 고파도리(古波島里) | 태안군 북일면                  | 고파도리[4]                                    |
- 1914년 서산군 팔봉면
- 1995년 서산군과 서산시가 서산시로 통합[5]

## 행정구역

### 고파도리
고파도리는 면적이 1.01km2의 작은 섬이지만 조선시대에는 이 작은섬에 2개의 군이 있었다. 『여지도서(輿地圖書)』를 보면 서산군 문현면 고파도리와 태안군 북일도면 고파도리로 나뉘어 있다. 나뉘어있던 두 동리가 1895년(고종32)의 행정구역 개편으로 하나로 합쳐져 태안군 북일면 고파도리로 되었다. 1994년의 행정구역 개편 때에는 태안군에서 서산군 팔봉면 고파도리가 되면서 현재까지 서산시 소속이다.
고파도란 지명의 유래는 고려 때 군사 파지도영(波知島營)이 있던 섬으로파지도라고 불리다가 파지도영이 조선 태종 때 팔봉면 호리로 수영을 옮기면서 옛파지도섬 또는 고파지도로 불른 데서 유래해 지금의 고파도(古波島)가 되었다.

### 금학리
금학리는 조선시대에 노지면 금곡리(金谷里)와 마전리(麻田里)의 2개리가 있었으나, 1895년(고종32)행정구역 개편으로 노지면에서 영풍창면으로 소속이 바뀌면서 이전의 마전리에서 추학리(秋鶴里)가 분활되고, 또 다른 리였던 금곡리에서 소길리(小吉里)로 분활되어 총 4개 마을이 되었다. 1914년의 행정구역 개편 때에 인근의 여러 리(里)를 합쳐 하나의 동리로 통합하였는데 영풍창면의 마전리, 추학리, 금곡리, 소길리 그리고 문현면의 우길리를 합쳐서 한 동리로 만들었다. 금학리란 이름은 금곡리(金谷里)의 '금(金)'자를 취하고 추학리(秋鶴里)에서 '학(鶴)'자를 취해서 금학리(金鶴里)로 정해 현재의 금학리가 되었다.
금학리의 자연환경은 논보다 밭이 많고 비옥하여 일찍부터 삼과 약초의 재배가 발달하였다.
또, 금학리는 서산지방에서 천주교가 일찍 전파되어 교세가 확장 된 곳으로 유명하다. 1914년 서산지구 초대신부로 부임한 안학만 신부가 금학리 118번지에 서산본당교회를 최초로 세웠다.최초로 세워진 서산본당교회의 자리에는 지금도 공소가 세워져 있고 성모동산이라는 공원으로 꾸며져 있다.

### 양길리
양길리는 조선시대에 문현면 방길리(方吉里)와 항점리(缸店里)의 2개리로 되어 있다가 1895년(고종32)의 행정구역 개편 때 2개 리에서 문현면 사양동(斜陽洞), 오류동(五柳洞), 방길리(方吉里), 우길리(牛吉里) 4개리로 나뉘었다. 1914년의 행정구역 개편 때 인근의 여러 리(里)를 합쳐 하나의 동리로 통합하였는데 사양동, 오류동과 방길리, 울리의 각 일부씩을 합하여 한 동리를 만들었다. 합쳐진 지역의 명칭은 현재의 양길리인데, 명칭은 사양동(斜陽洞)의 '양(陽)'자를 취하고 방길리(方吉里)와 우길리(牛吉里)에서 '길(吉)'자를 취하였다.
양길리는 뱅길리란 이름으로도 유명하였는데, 조선시대에 양길리의 옛지명인 방길리의 방언인 뱅길이라는 이름으로 5일장이 서던 곳으로 팔봉지방을 비롯한 지곡면, 성연면 지방에서도 이 장을 많이 이용했기 때문이다. 또한 5일장을 비롯해 1927년 팔봉초등학교가 이 마을에 세워지면서 면소재지가 아님에도 면내 중심기능을 계속 맡아왔다.

### 대황리
대황리는 조선시대에 문현면 대동리(大洞里)와 지파동리(地把洞里)의 2개리로 되어 있다가 1895년(고종32)의 행정구역 개편 때 대동리는 그대로 유지되고, 지파동리가 황곡리(黃谷里)로 바뀌어 대동리와 황곡리가 되었다. 1914년 행정구역 개편 때 대동리와 황곡리 두 동리를 합치고 방길리(현재의 양길리)의 일부를 합하여 한 동리를 만들면서 지금의 대황리가 되었다. 명칭은 대동리(大洞里)의 '대(大)'자를 취하고 황곡리(黃谷里)에서 '황(黃)'자를 취해 현재의 대황리(大黃里)가 되었다.
1895년부터 1914년까지는 독립된 행정 동리였던 황골(黃谷)은 이제 자연마을 이름으로만 남았지만 한때는 대황리 보다도 유명했다. 황골이라 불린 유래는 이 마을이 서산지방 중에서 산이 높고 골짜기가 깊은 지대로 으름과 머루, 다래덩굴과 온갖 관목류의 나무들이 빽빽이 들어차 있어 가을이 되면 붉게 단풍이 들어 절경을 이루었다하여 황골(黃谷)이라 한 것으로 추정된다.

### 흑석리
흑석리는 조선시대에 문현면 흑석리와 잉복리(仍卜里) 2개리로 되어 있었다. 1895년(고종32)의 행정구역 개편 때 흑석리는 그대로 유지되고, 잉복리는 잉복리와 월곡리(月谷里)로 2개 마을로 분할되어 문현면 흑석리, 잉복리, 월곡리 총 3개의 리로 분할되었다. 1914년의 행정구역 개편 때 흑석리, 월곡리 와 잉복리의 일부를 합해서 현재의 흑석리 지역이 되었다.
흑석(黑石)리는 이름에서 유래를 추측할 수 있듯이 1911년 간행된 『조선지지자료(朝鮮地誌資料)』에 거믄돌[黑石里] 등 관련 명칭이 확인되는데, 흑석2리 1반의 들 가운데에 볏섬만큼이나 큰 검은돌이 있었다고 전해져 생긴 지명이다. 과거에 논밭을 정리하는 과정에서 큰 검은돌을 없애 현재는 존재하지 않아 문헌과 구전으로만 전해진다. 흑석리는 가로림만의 동남쪽에 위치해 풍부한 어족이 서식할 수 있는 자연조건으로 1945년 광복직후까지만 하여도 마을 앞 바다에서 뱅어, 곤쟁이가 잡히는 등 바다고기가 풍부했던 곳이다.

### 호리
호리는 조선시대에 문현면 호두리(虎頭里)였다. 1895년(고종32)의 행정구역 개편 때 호두리는 내(內)호두리와 외(外)호두리 2개로 나뉘었다. 1914년의 행정구역 개편 때 이 두 개 리가 합쳐지면서 현재의 호리가 되었다. 호두리나 호리는 모두 호랑이와 관련된 지명으로 호리1리 1반지역의 지형이 흡사 입을 크게 벌린 호랑이 머리같다 하여 호두(虎頭)라는 이름을 얻었고 마을이름도 이에 유래되었다. 그래서 호리라는 이름은 호랑이 머리를 뜻하는 범머리 라는 뜻의 '버머리' 또는 '부머리'라 불렸다.
같은 호리지만 예전부터 호3리만 따로 구도(舊島)라 불려왔다. 구도(舊島)란 이름은 조선중기(1600년대)까지 호3리에 파지도만호진(波知島萬戶鎭)이 있었는데 대산읍 독곶리 황금산으로 파지도를 옮기면서 구파도영(舊波島營)이라 불리었고, 줄여서 구도(舊島)라고 불렀다. 구도는 1930년대부터 구도와 인천 간에 정기여객선이 운행되어 서산, 태안이 외부의 새로운 문물을 받아드리는 항구의 역할을 하였으며 현재는 운행되고 있지 않다. 따라서 이곳이 면소재지도 아니고 타 지역과 연결되는 중요노선의 교차지점이 아니었음에도 호리는 3면이 바다로 되어있고 가로림만이 남에서 북편으로 길게 뻗은 반쪽짜리 섬모양으로 주변에는 어족자원이 풍부한 곳이다.

### 덕송리
덕송리는 조선시대에 문현면 덕동리(德洞里)였다. 1895년(고종32)행정구역 개편 때 문현면 덕동리가 덕동리, 상송리(上松里), 하송리(下松里) 3개로 나뉘었다가 1914년의 행정구역 개편 때 다시 덕동리, 상송리가 합해지면서 현재의 덕송리가 되었다. 덕송리(德松里)란 명칭은 덕동리(德洞里)의 '덕(德)‘자를 취하고 상송리(上松里)의 '상(松)'자를 취하였다.

### 어송리
어송리는 원래 서산군 영풍창면 어송리였으나, 1914년 일제 강점기 때 행정구역 개편으로 어은동, 송티리, 정자동을 합병하여 어송리라 하고, 영풍창면에서 팔봉면으로 편입하여 지금의 팔봉면 어송리가 되었다. 어송리는 어은동(漁隱洞)의 '어(漁)'자와 송티리(松峙里)의 '송(松)'자를 합쳐 만든 이름이다. 어송리의 송(松)의 이름만 봐도 알 듯이 이 지역은 팔봉산 기슭 지역으로 주변에 울창한 소나무가 많다.

### 진장리
진장리는 조선시대에는 서산군 영풍창면의 고성리, 장북리 및 태안군 동이도면의 굴포리, 역리 등 여러 지역에 걸쳐진 지역이었다. 1895년(고종32)의 행정구역 개편 때 진산리가 추가되어, 영풍창면 진산리, 고성리, 장북리로 바뀌었고 태안군 동이도면이 동이면으로, 굴포리는 고굴리로 바뀌고 역리는 그대로 역리였다. 1914년의 행정구역 개편 때에 2개 군, 2개 면의 소속이었던 여러 마을들이 하나의 마을로 합쳐 진장리가 된 것으로 합쳐진 구역은 서산군 영풍창면의 진산리, 고성리, 장북리를 합치고 그 외에 태안군 동이면의 역리와 고굴리의 각 일부를 합하여 현재의 진장리가 되었다. 진장리榛墻里)란 명칭은 서산군 영풍창면 진산리(榛山里)의 '진(榛)'자와 장북리(墻北里)의 '장(墻)'자를 취한 것이다. 진장리의 ‘진(榛)’은 이 마을 중심부에는 해방 20m도 안되는 작은 봉우리로 된 산이 있었는데 이 산에 온통 개암나무(榛木)로 덮여 있었다고 해서 진산리(榛山里)에서 연유되었다. 현재는 과수원으로 개발되어 산의 형체는 없어졌다.

## 산업
- 고파도항: 어촌정주어항
- 구도항: 지방어항

## 축제
- 팔봉산 감자축제: 2002년 제1회를 시작으로 2017년이되면서 제16회를 맞이하였다. 축제일은 매년 6월 3째주 토요일과 일요일 이틀간이며, 감자캐기를 비롯한 다양한 체험행사(찐감자 무료시식, 맨손물고기잡기 등)를 시행한다.

## 관광
- 팔봉산
- 고파도
- 아라메길(4구간, 4-1구간)

## 출신 인물
- 기자헌 (1562년~1624년)

## 교육
- 팔봉중학교
- 팔봉초등학교
- 팔봉초등학교 호리분교장 (폐교,1999년)
- 고성초등학교(폐교,2007.2.28.)[17]